# (35026) 1981 EM16
1981 EM16 (asteroide 35026) é um asteroide da cintura principal. Possui uma excentricidade de 0.03541920 e uma inclinação de 9.89490º.
Este asteroide foi descoberto no dia 6 de março de 1981 por Schelte J. Bus em Siding Spring.